# Tony MacAlpine

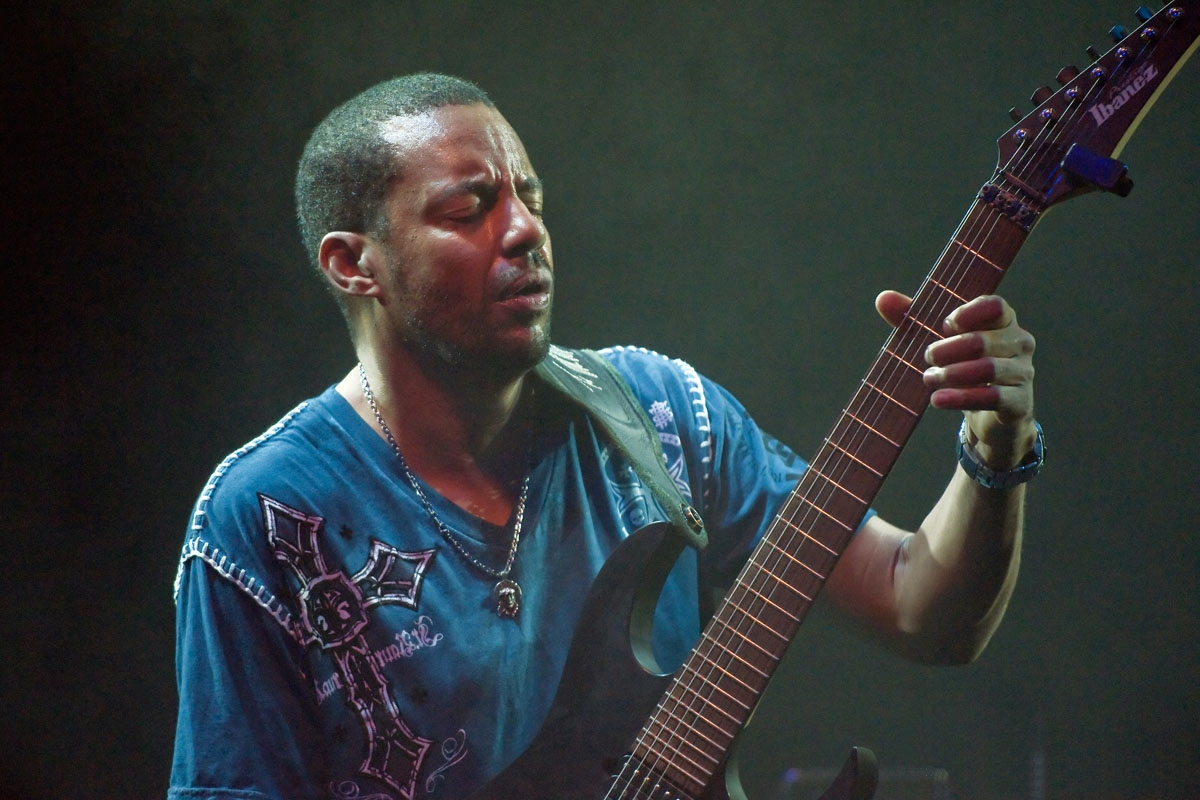
Tony MacAlpine

Tony Jeff MacAlpine (* 29. August 1960 in Springfield, Massachusetts) ist ein US-amerikanischer Gitarrist und Keyboarder, der in seiner Musik Elemente des Neoclassical Metal und des Fusion Jazz vereint. Ebenso ist er ein klassisch ausgebildeter Violinist und Pianist.
Er ist zwar ein bekannter Solokünstler, jedoch erlangte er Bekanntheit vor allem durch seine Zusammenarbeit mit vielen verschiedenen Musikern und Bands, zum Beispiel Planet X und Steve Vai, in dessen Liveband er Gitarre und Keyboard spielt.

## Diskographie

### Als Solokünstler
- Demo 84 (1984)
- Edge of Insanity (1986)
- Maximum Security (1987)
- Eyes of the World (1990)
- Freedom to Fly (1992)
- Madness (1993)
- Premonition (1994)
- Evolution (1995)
- Violent Machine (1996)
- Live Insanity (1997)
- Master of Paradise (1999)
- Chromaticity (2001)
- Tony MacAlpine (2011)
- Concrete Gardens (2015)
- Death of Roses (2017)

### Mit Planet X
- Universe (2000)
- Live from Oz (2002)
- Moonbabies (2002)

### Mit CAB
- CAB (2000)
- CAB 2 (2001)
- CAB 4 (2003)

### Mit Ring of Fire
- Burning Live Tokyo (2002)
- Dreamtower (2002)
- Lapse of Reality (2004)

### Andere Alben
- MacAlpine/Aldridge/Rock/Sarzo – Project Driver (1986)
- Vinnie Moore – Mind's Eye (1986)
- Joey Tafolla – Out of the Sun (1987)
- Vinnie Moore – The Maze (1999)
- Vitalij Kuprij – VK3 (1999)
- Mark Boals – Ring of Fire (2000)
- Mark Boals – Edge of the World (2002)
- G3 (als Mitglied von Steve Vais Band) – Live in Denver (2004)
- G3 (als Mitglied von Steve Vais Band) – Live in Tokio (2005)